# バルバラ・ツェリスカ
バルバラ・ツェリスカ（クロアチア語およびスロヴェニア語:Barbara Celjska；ハンガリー語:Cillei Borbála；ドイツ語:Barbara von Cilli, 1390年/95年 - 1451年7月11日）は、神聖ローマ皇帝およびハンガリーとボヘミアの王ジギスムントの2番目の妃。スロヴェニアのツェリェ伯ヘルマン2世の末娘で、母はシャウンベルク女伯アンナ。「第二のメッサリーナ（ドイツ語：die zweite Messalina）」と呼ばれるほど評判が悪かったが、ドラゴン騎士団の創設に深く関与するなど功績も多い。また、ハンガリーの「共同統治者」として夫ジギスムントを助け、政治に深く関わった。

## 生涯

### ハンガリー王妃として
バルバラと同族の再従姉であるアナはともに、ツェリェ伯家の姻戚にあたる姉妹を先妻かつ共同君主としていた2人の君主の再婚相手となった。アナは女王ヤドヴィガを亡くしたポーランド王兼リトアニア大公のヴワディスワフ2世と1402年に、バルバラは女王マーリアと死別したハンガリー王ジギスムントと1405年（1406年、1408年とも）に、それぞれ結婚したからである。アンジュー家の女王姉妹マーリアとヤドヴィガの母エリザベタと、バルバラおよびアナの父方の祖母カタリナは姉妹である。
ジギスムントにとってバルバラとの結婚には、妻の死によって脆弱になったハンガリー王位の正統性を補強する目的があった。バルバラは父方の血統を通じてスロヴェニアの支配者ツェリェ伯のみならず、ボスニアのコトロマニッチ家、セルビアのネマニッチ家、さらにはハンガリー王イシュトヴァーン5世の血を引いていたからである。バルバラは結婚と同時にグラン大司教によってハンガリー王后に戴冠した。ジギスムントは1410年にローマ王位、1419年にボヘミア王位を獲得し、1433年には神聖ローマ皇帝として戴冠している。
バルバラはジギスムントの子供としては唯一人生存した女子相続人エリーザベト（1409年生）の母となり、娘をハプスブルク家のオーストリア公アルブレヒト5世（ローマ王、ボヘミア王、ハンガリー王位を継承した）に嫁がせ、存命中にアンナ、エリーザベト、ラディスラウス（オーストリア公、ボヘミア王、ハンガリー王位を継承した）の3人の孫の祖母となった。
父ヘルマン2世は、反目しあうジギスムントとヴワディスワフ2世の「舅」として、1410年のタンネンベルクの戦いでは重要な役割を演じた。ヘルマンはこの戦いにおいて、ドイツ騎士団と結んでヴワディスワフ2世を破滅に追い込もうとする義理の息子ジギスムントと敵対し、義理の甥ヴワディスワフを支援した。ウワディスワフとその同盟者であるスラヴ同盟は、ローマ教皇を含め22もの西欧諸国から送られてきた戦士たちを率いるドイツ騎士団を打ち負かしたのである。
タンネンベルクの戦いでは敵対したポーランド王国であるが、彼我の王妃が姉妹であったこともあって友好的な関係が続き、ジギスムントとバルバラはケースマルクにポーランド王夫妻を招いて1412年3月15日にその後8年間有効となるポーランド＝リトアニアとハンガリーとの平和条約を結んだ。

### ローマ王后戴冠以降
1414年秋、バルバラは単身ハンガリーからラインラントに向かい、ジギスムントと合流してニュルンベルク、フランクフルト、マインツ、ビンゲン、ボッパルト、コブレンツ、アンデルナッハ、ボンと巡ってアーヘンに向かった。 そして11月8日にアーヘンで行われたジギスムントのローマ王戴冠式でローマ王后として戴冠し、同年12月24日にはザクセン大公ルドルフ3世らの随伴を受けてコンスタンツへと船で入城、コンスタンツ公会議開催に同行した。
バルバラは公会議前後のハンガリー王国統治を引き受けていた。 この間は姉アンナの婿で宮中伯のガライ・ミクローシュとグラン大司教カニザイ・ヤーノシュによる補佐を受けた。 ミクローシュが駐仏大使となり、ヤーノシュが1418年に死去すると、1419年のジギスムントの帰還までの間バルバラが国政を主導することになる。 バルバラは結婚後の生活の大半をハンガリーで過ごしたが、夫は数多くの国の統治者として他国に出向くことも多く、このためバルバラは夫が不在だった1412年、1414年、1416年、1418年にハンガリーの摂政を務めた。後に教皇ピウス2世となる人文主義者エネア・シルヴィオ・ピッコローミニによれば、バルバラは夫と同様に愛人を囲い、愛人たちの「ハレム」を作っていた。こうした不倫に怒ったジギスムントは1419年、バルバラをオラデアに追放したが、1421年にはバルバラは許されて宮廷に戻っている。
ジギスムントの帰還後はジギスムントに同行して帝国各地をまわった。
1420年にバルバラはブレスラウ国会に出席してジギスムントが対ドイツ騎士団政策を転換したのに立ち会い、1424年3月にはクラクフで新ポーランド王妃ゾフィアの戴冠式に列席している。
バルバラは1431年から行われたジギスムントのローマ遠征には同行せず、従って1433年5月31日の神聖ローマ皇帝戴冠式には参加しなかった。 その後、1920年のジギスムントのボヘミア王戴冠以降ほとんど関与してこなかったボヘミアに行き、1437年2月11日にプラハでボヘミア王妃としてようやく戴冠した。
バルバラは自分の兄フリデリクとその息子ウルリクと共謀し、夫の死後のボヘミア王位を娘婿のオーストリア公アルブレヒトではなく、ポーランド王ヴワディスワフ3世に差し出そうとした。この陰謀を知ったジギスムントは1437年12月5日にバルバラをブラチスラヴァに監禁したが、その4日後の12月9日にジギスムントは亡くなった。

### ジギスムントの死後
ジギスムントの後を継いだアルブレヒト2世はジギスムントの生前からバルバラと反目し、オーフェン（ブダ）でバルバラを監視下に置いた。 バルバラは自身に質入れされていた城の一つを年金12,000グルデンで引き渡さなければならなくなった。
夫の死後、バルバラは解放されたものの全財産を没収され、ハンガリーを出国することを余儀なくされた。彼女はポーランドに移り、サンドミェシュを領地として与えられた。アルブレヒト2世との確執は1439年にアルブレヒト2世が暗殺されて霧散した。1441年になると、バルバラはボヘミアのムニェルニークに移った。彼女はこの地で前ボヘミア王妃としての余生を送ったが、ここでも体制転覆の陰謀を図ったとして告発されている。バルバラは晩年を趣味の化学やオカルト諸学の研究に費やした。バルバラはペストに罹り、ムニェルニークで亡くなった。 最期まで政治から離れず、ボヘミアの有力者やイジー・ポジェブラトらとは接触を保っていた。
史実ではバルバラはチェコで亡くなったが、民話によると、クロアチアのメドヴェドニツァ山（Medvednica）の城で亡くなったことになっている。オスマン帝国がメドヴェドニツァ山の城を攻め落したとき、バルバラ・ツェリスカは生き残るために自分の魂を悪魔に売って、契約を結んだと言われている。しかし悪魔は彼女を助けないで、さらに彼女と財産に呪いをかけ、その呪われた財産は今もまだ誰にも、発見されていないという民話がある。

## 人物
バルバラは知性と美貌を兼ね備えた皇后・王妃だったと言われ、ドイツ語、ハンガリー語、ラテン語、チェコ語とスラヴ語（おそらくポーランド語）にも堪能だった。また、バルバラは無神論者であり、自分の侍女たちに神に祈ることを禁じていたとされる。後に教皇ピウス2世となるエネア・シルヴィオ・ピッコローミニはバルバラを、「信心がなく功名心を持った陰謀家」と評した。

## 経済力
バルバラは神聖ローマ帝国史上最も裕福な皇后だったといわれ、実家ツェリェ伯家から相続した資産に加え、ジギスムントにも領地と収入を与えられていた。 ジギスムントが与えていたのは毎年の関税収入のうちの28,000グルデンであり、バルバラの領地はハンガリー王領であったハンガリーとクロアチアに加え、ボヘミア王領であったモラヴィア、ボヘミアにまであった。 剰余金を国王財庫に入れる余裕さえあったといい、ジギスムントが死去した時点で28の城および領地を持ち、王領地を多数買い入れていた。

## 登場作品
- 乙女戦争 ディーヴチー・ヴァールカ